# 天降川
天降川（あもりがわ）は、鹿児島県中央部を流れる二級河川である。

## 地理
鹿児島県湧水町の国見岳（標高648m）南麓に発し、東流して横川町横川付近より南流する。落差約5mの尾田の滝を経て牧園町川津原付近までは比較的平坦だが牧園町馬込付近より新川渓谷と呼ばれる渓谷に入りさらに南流する。隼人町湯田付近より再び平坦な流れとなり、隼人町日当山を南流し鹿児島湾（錦江湾）に注ぐ。また隼人町妙見付近から宮内原用水が分岐し、鹿児島神宮を経由し隼人町日当山を始めや天降川西側一帯の田に今も供給し続けている。流域の自治体は、鹿児島県、湧水町及び霧島市横川町、霧島市牧園町、霧島市隼人町。
上流部にはヤマセミやカワセミ、中流部には鮎も多く生息し、下流部の野口橋付近にはコサギやダイサギが多く生息する。河口部の干潟には多数の生物が生息しておりサギやカモが多く見られる。

## 支流
- 手篭川 - 霧島市と曽於市の境に位置する瓶臺山（ひんでんやま、標高543m）付近に発し、おおむね西または南西方向に流れ隼人町姫城から参宮橋手前で天降川に合流する。
- 霧島川 - 鹿児島県霧島市と宮崎県小林市の境に位置する霧島山の韓国岳（標高1700m）南麓に発し、おおむね南または南西方向に流れ隼人町日当山の若鮎橋付近で天降川に合流する。上流部に霧島第二発電所、霧島第一発電所がある。中流部松永に小鹿野滝があり、滝を迂回する水路を用いる小鹿野発電所がある。小鹿野滝には大正時代にアユの遡上を促すための魚道が設けられたが、昭和初期の洪水により破損した。隼人町松永付近から松永用水路が分岐し，国分松木に至り流域の水田を潤す。
- 嘉例川 - 霧島市隼人町JR肥薩線が嘉例川の流れに沿いに走り、表木山、中福良、嘉例川の各集落がある。霧島市隼人町西光寺にて天降川に合流する。
- 中津川
- 石坂川
- 久留味川
- 馬渡川
- 万膳川

## 歴史
三国名勝図会によれば、天降川の名称はその水源が天孫降臨説話において天孫天降の地とされる霧島山にあることに由来する。しかしながら、江戸時代において天降川という名称は一般的ではなく、上流部から中流部にかけては金山川または安楽川、下流部は大津川または広瀬川と呼ばれていた。
江戸時代初期以前の河口は現在の河口より約2km東方にあり、現在霧島市の中心市街地となっている地域は海へと続く河道あるいは湿地帯であった。下流部は大雨によってしばしば洪水が発生したことから、江戸時代初期の寛文元年（1661年）、薩摩藩藩主島津光久によって大規模な流路変更工事の命令が下され、翌年から約4年間をかけて現在の河口に至る放水路が開削された。この時、台地の下にトンネルを掘削し地下に水を通して土砂を海まで押し流す工法が使われた。工事後は新たに開削された河道にちなみ下流部・中流部とも新川と呼ばれるようになった。
天降川の名称は昭和16年（1941年）、当時の牧園町町長が鹿児島県知事に請願したことによって復活し現在に至っている。

## 産業および流域の観光地

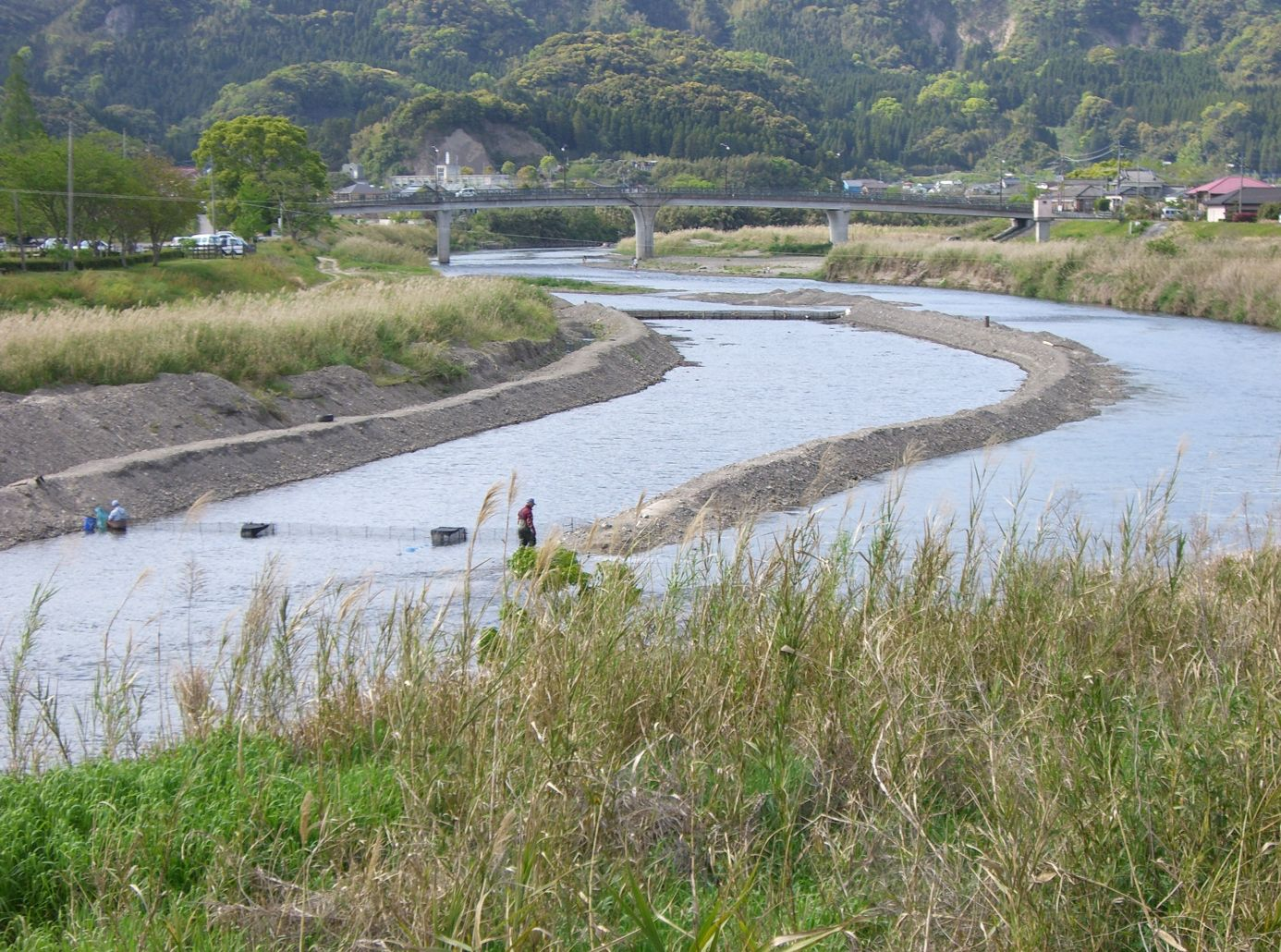
天降川の稚アユ漁（4月）

- アユの稚魚の漁獲量は日本一であり、放流用あるいは養殖用として日本各地に出荷されている。稚アユ漁は毎年春先に天降川下流部日当山小・中前で行われる。まず川の流れを区切っておき、見張りを立てて稚アユの群れが区画に入ったのを見計らって両端を網でふさいで捕らえる漁法である。
- 新川渓谷温泉郷
- 妙見温泉
- 日当山温泉
- 馬込甌穴群（霧島市牧園町馬込） - 水流によって川底の石が回転し河床の岩盤を穿ってできた円形の穴の一群。

## 利水施設

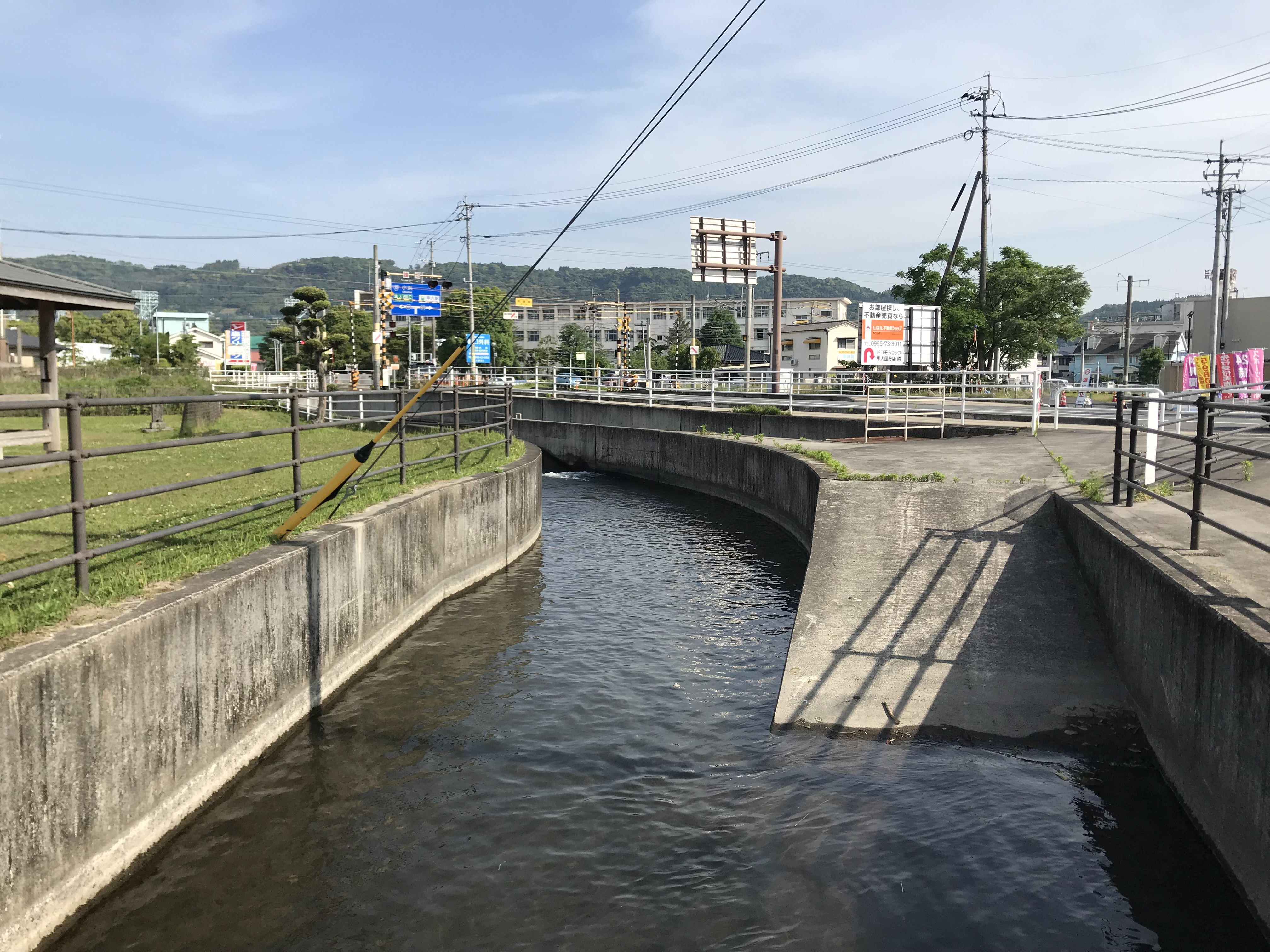
霧島市・隼人塚付近の宮内原用水路

- 中流部に九州電力の水路式水力発電所である塩浸発電所、妙見発電所、水天淵発電所、新川発電所などがある。それぞれ水路に分水するための堰が設けられている。
- 中流部、水天淵付近より宮内原用水路が分岐する。
- 横川（霧島市横川町）と東郷（霧島市隼人町）に鹿児島県の水位観測所がある。

## 橋梁
下流より記載
- 天降川橋（東九州自動車道）
- 新川橋（国道10号）
- 野口橋
- 天降川橋
- 参宮橋
- 泉帯橋
- 侏儒どん橋（歩道橋）
- 日当山橋

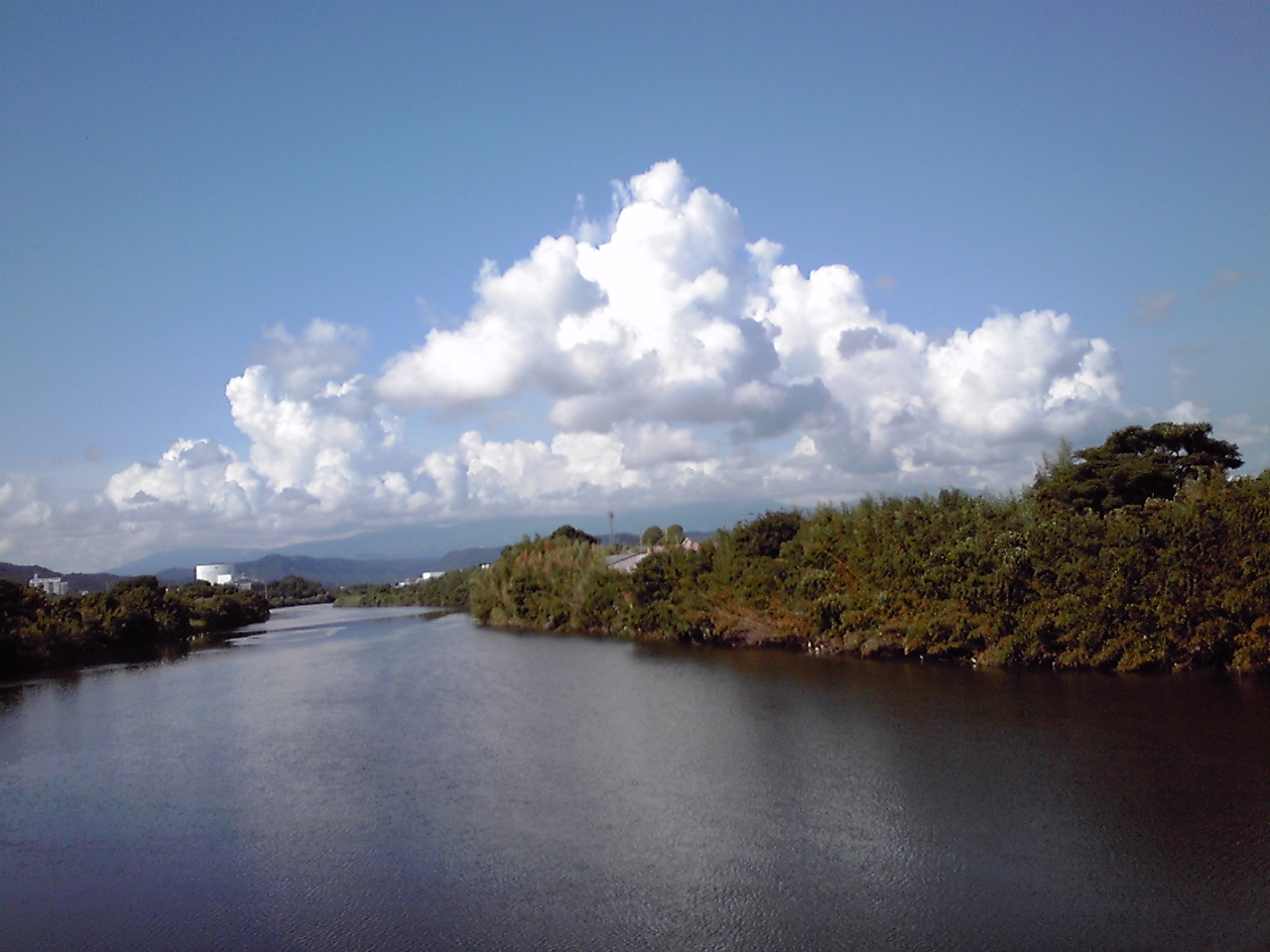
新川橋より北

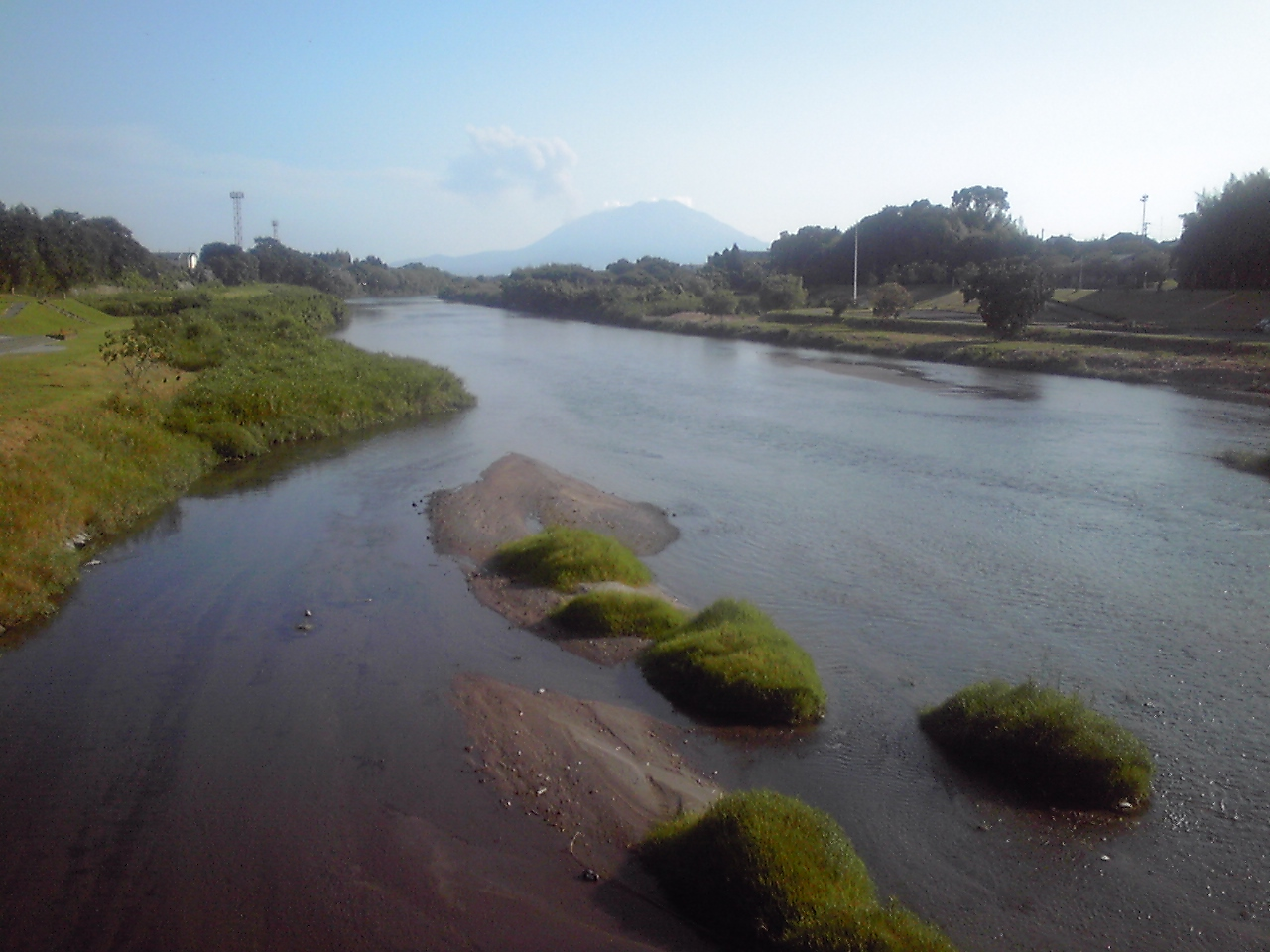
野口橋より南

- 若鮎橋（宮崎県道・鹿児島県道2号都城隼人線）
- 湯田橋
- 妙見大橋
- くすしき国の虹のつり橋（木製の歩道橋）
- 安楽橋（国道223号）
- ラムネ橋（国道223号）
- 塩浸橋（国道223号）
- 片白橋（1892年に架けられた石造アーチ橋）
- 天降川橋（九州自動車道）

## 並行・交差する交通

### 鉄道
- JR九州 肥薩線　大隅横川駅〜隼人駅間で並行および交差。
- JR九州 日豊本線　国分駅〜隼人駅間で交差。

### 道路
- 国道223号　霧島市隼人町塩浸橋〜湯田橋間で並行。
- 国道10号　霧島市隼人町で交差。（新川橋）
- 九州自動車道　横川IC〜栗野IC間で交差。
- 東九州自動車道　隼人東IC〜国分IC間で交差。